# Albrecht-Joachim Boldt

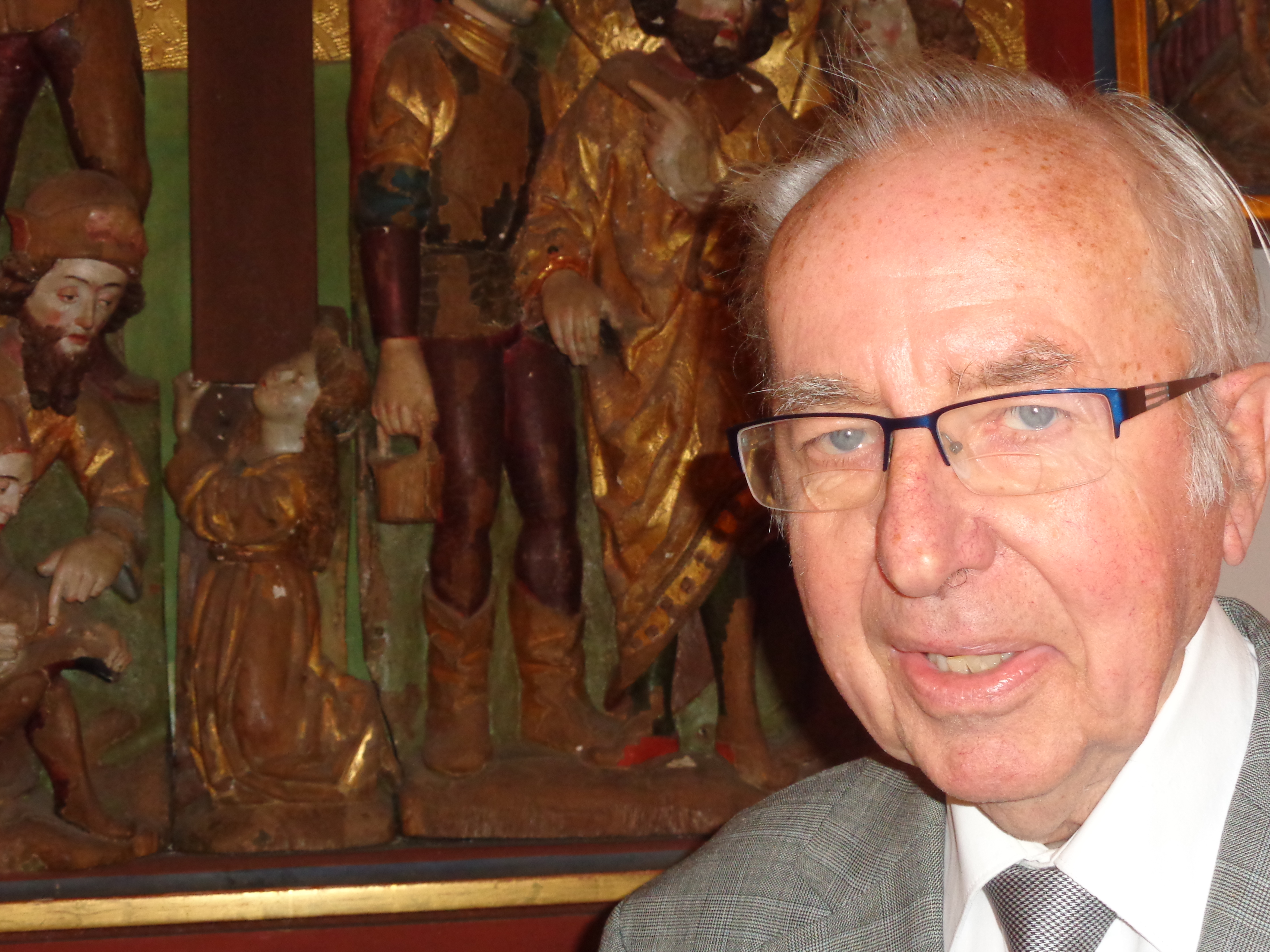
Albrecht-Joachim Boldt (2015)

Albrecht-Joachim Boldt (* 6. April 1933 in Rostock; † 9. September 2020 in Wessin, Crivitz) war ein deutscher evangelisch-lutherischer Geistlicher. Zur Zeit der Wende und friedlichen Revolution in der DDR 1989/90 war er Propst in Plau am See.

## Leben
Boldt besuchte die Große Stadtschule Rostock und studierte an der Universität Rostock Evangelische Theologie. Ab 1960 war er Pastor der Kirchengemeinde  Hanstorf / Heiligenhagen. 1968 kam er an die Pfarrkirche St. Marien (Plau am See). 1980 zum Propst gewählt, spielte er zur Wendezeit in Plau am See eine führende Rolle. Mit Plaus katholischem Pfarrer Klaus Rziha lud er zu einem „Gespräch in bewegter Zeit“ in St. Mariens Sakristei ein. Statt der erwarteten 40 kamen 1.500 Teilnehmer, von denen nur 1.000 in die Kirche passten. Axel Tohtz, ab 1990 Plaus Bürgermeister, forderte freie Wahlen und Meinungsfreiheit. Nach der Versammlung zogen die meisten Teilnehmer in einem Demonstrationszug durch die Stadt.
In den folgenden Tagen wurde ein Friedenskreis gegründet. Er traf sich wöchentlich in den Räumen der Kirchengemeinde und diskutierte über die in der Versammlung erhobenen Forderungen. Es wurden Demonstrationen in Plau organisiert und die Teilnahme an einer Kundgebung in Lübz beschlossen. In Lübz saß der Rat des Kreises. Angesichts wachsender Verunsicherung und Diffamierung rief Boldt zu einem politischen Gespräch. Der erste  „Runde Tisch“ kam am 20. Dezember 1989 im Rathaus Plau am See zusammen. Teilnehmer waren unter anderem Jürgen Andrees und der Bürgermeister Manfred Kruse. 

„Unsere Stadtkirche war der Ort, an dem sich in Demokratie von unten Bürger und Bürgerinnen unserer Stadt das erste Mal versammelten und auch artikulierten. Ständig nahm die Kirchgemeinde Einfluß auf Einhaltung der Verhältnismäßigkeit der Mittel und sie gab dem Plauer Friedenskreis Heimstatt. Gedanke und Einladung zu dieser Veranstaltung gingen von Probst Boldt aus. Herr Probst Boldt wurde einstimmig mit der Gesprächsleitung dieser ersten Veranstaltung betraut. 
Als was verstehen wir uns? Wir sind eine Plauer Initiativgruppe, in der Vertreter aller Parteien, der Kirchen und Initiativen und Gruppierungen von Bürgern der Stadt vertreten sind (gegenwärtig LDPD, DBD, SED, CDU, SDP, NDPD, Neues Forum, Pastoren der evangelischen und katholischen Kirche, Kirchgemeinderat, Friedenskreis Plau). Unsere Initiative diskutiert die aktuellen Gesellschaftsprobleme des Funktionierens und der Entwicklung unserer Stadt aus der Sicht der verschiedenen politischen Kräfte mit dem Ziel des gemeinsamen Konsens zu den bedeutsamen Fragen des Lebens unserer Bürger und Bürgerinnen.
Wir empfehlen dem Rat und anderen gesellschaftlichen Partnern mit unmittelbarer Verantwortung als Vertreter der Öffentlichkeit, um Entscheidungen breiter tragfähig zu machen. Ziel ist, daß die Phase politischer Verunsicherung, die sich sicher bis zu Kommunalwahlen hinzieht, für das Leben unserer Menschen und das Funktionieren unserer Stadt möglichst wenig negativen Einfluß gewinnt.“

Der Runde Tisch stellte seine Arbeit nach der Kommunalwahl im Mai 1990 ein. Walter Kempowski besuchte Boldt 1991. Einig waren sie sich in der Einschätzung der Wendezeit: „Es war ein gefährliches Klannerlaufen.“ Über das zweistündige Gespräch berichtet Kempowski in Somnia. Tagebuch 1991 (München 2008). Boldt wurde 1993 emeritiert. Mit seiner Frau, einer Ärztin aus Masuren, hatte er vier Kinder. An der Parkinson-Krankheit leidend, starb er während der Kurzzeitpflege nach der Operation einer Femurfraktur.